# Adolph von Menzel
Adolph Friedrich Erdmann von Menzel (Breslavia, 8 dicembre 1815 – Berlino, 9 febbraio 1905) è stato un pittore tedesco noto non solo per i suoi dipinti, ma anche per le sue incisioni e i suoi disegni.

## Biografia
Von Menzel nacque a Breslavia da un preside di scuola femminile che immediatamente tentò di avviarlo alla carriera di professore, senza successo. Rimasto orfano nel 1832 all'età di ventitré anni, Menzel si trovò a dover mantenere la propria famiglia, pur senza abbandonare la passione per l'arte manifestatasi precocemente e nel 1833 la casa editrice Sachse di Berlino pubblicò il suo primo libro, un volume di disegni a china che illustravano alcuni poemetti di Goethe. Successivamente illustrò anche Denkwürdigkeiten aus der brandenburgisch-preussischen Geschichte e The Five Senses and The Prayer, oltre ad eseguire altri lavori su commissione.
Dal 1839 al 1842 produsse circa 400 disegni tra cui alcune incisioni su legno per la Geschichte Friedrichs des Grossen (Storia di Federico il Grande) di Franz Kugler. Successivamente lavorò anche a Friedrichs des Grossen Armee in ihrer Uniformirung (Le uniformi dell'esercito all'epoca di Federico il Grande) e Soldaten Friedrichs des Grossen (I soldati di Federico il Grande). Infine, per ordine del re, realizzò Illustrationen zu den Werken Friedrichs des Grossen (Illustrazioni delle opere di Federico il Grande). Questi lavori portarono Menzel alla notorietà ed egli è tuttora considerato il primo e più grande illustratore del suo tempo ad aver utilizzato certe tecniche e certi metodi espressivi. Dopo essersi dedicato a questi soggetti militari, realizzò anche numerose scene di vita quotidiana, come Nelle Tuileries, Il ballo di sera e Alla confessione.
 Alcuni tra i lavori più importanti appartenenti a questo filone sono La forgia (1875) e La piazza del mercato di Verona. Invitato a dipingere l'incoronazione di Guglielmo I a Koenigsberg, realizzò un dipinto innovativo, quasi fotografico, che rappresentava l'incoronazione come realmente si era svolta senza curarsi dei canoni tradizionali per questo tipo di soggetti.
 Menzel morì a Berlino dove fu il primo pittore ad essere insignito dell'onorificenza dell'Aquila nera.

## Opere

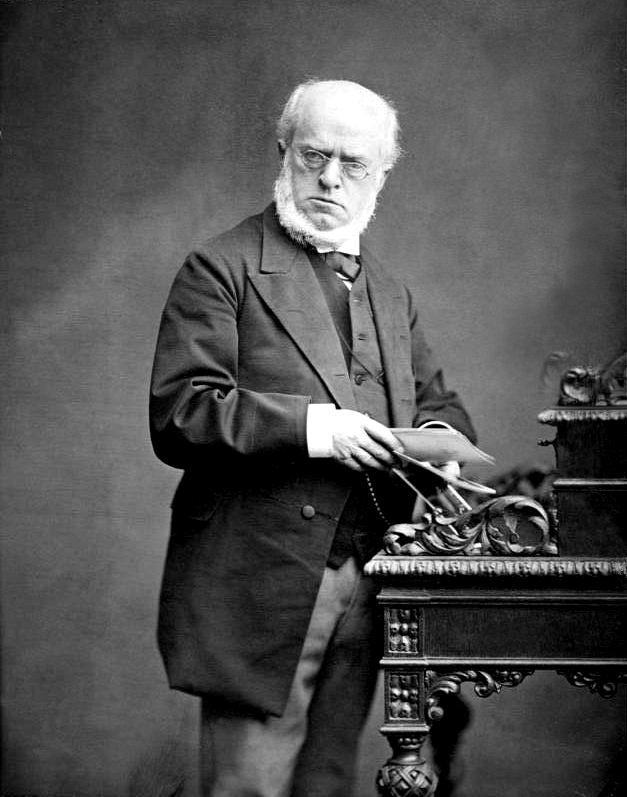
Adolph von Menzel (1900)

### Dipinti
- Il giardino sul retro (1850);
- Giovane donna con bambino (1850);
- Modello dell'artista mentre indossa l'uniforme (1850);
- Presentazione dei vincitori dopo il carosello notturno del 1750 (1854);
- Carosello notturno sotto la guida di Federico il Grande nel 1750 (1854);
- Partenza dopo la festa (1860);
- Studio di armature, gouache su carta (1866);
- Uomo che si inchina;
- Interno della chiesa di San Pietro a Vienna (1873);
- Studi di figure (1874);
- Studio per Contributo (1884);
- Studio di figura femminile di profilo con cappello e mano destra alzata (1891);
- Studio di figura femminile di profilo (1891);
- Studio di due figure femminili (1891);
- Studio di uomo con cappello e pipa (1891);
- Ritratto d'uomo (1894);
- Gruppo di persone sotto un albero (1895);
- Testa di giovane (1897);

### Scenografie
- Entrata dei cavalieri alla festa "La magia della rosa bianca" (1854);
- Festival al New Palace Theatre (1854);
- Ingresso dei cavalieri con le spade sguainate (1854);
- Locandina (1854);
- Torneo a Magdeburg nel 928 (1854);
- Presentazione dei vincitori del festival (1854);
- Ballo al New Palace (1854)
- Processione festante e torneo a Berlino nel 1592 sotto la supervisione di Johann Georg di Brandeburgo (1854);

## Galleria di dipinti

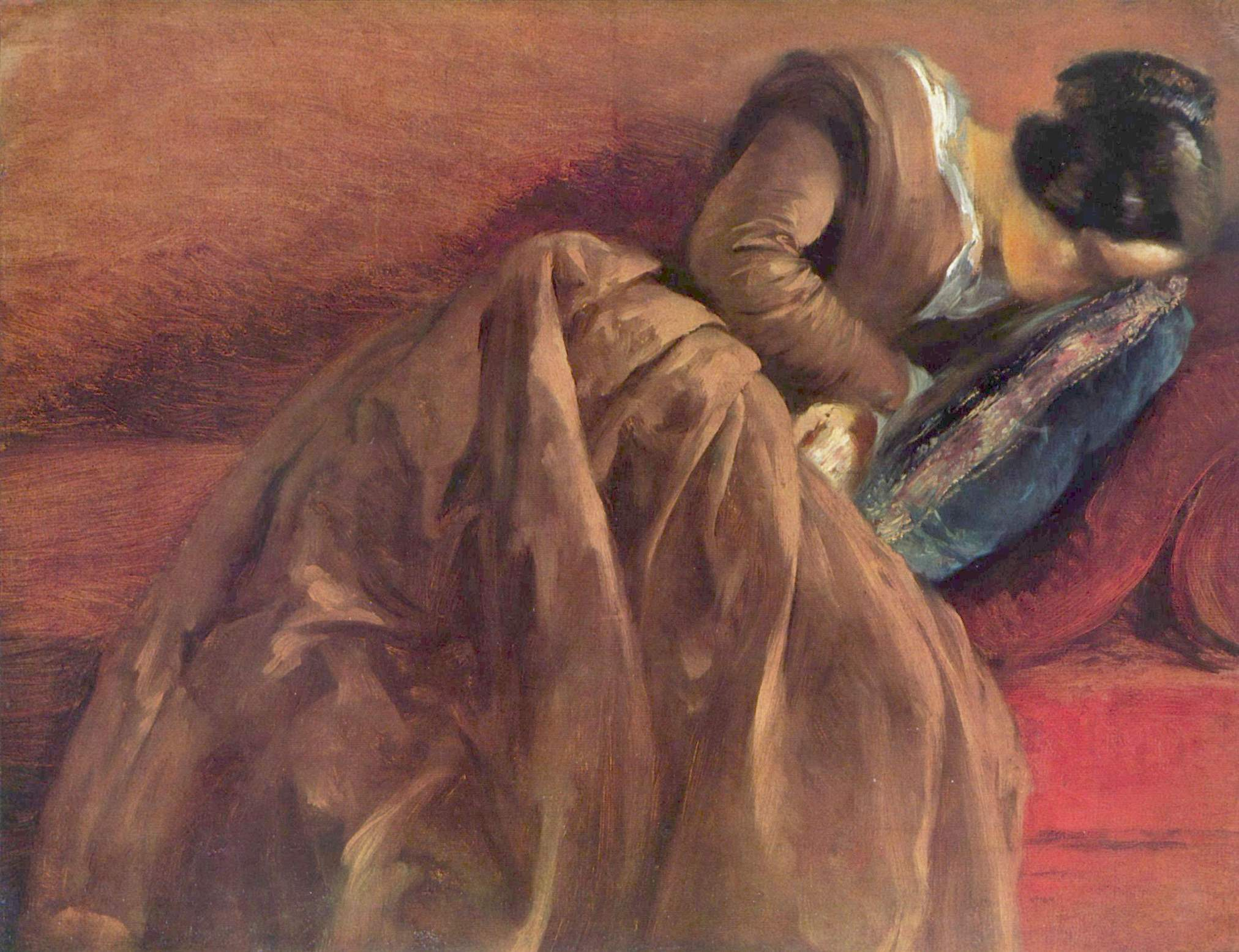
Emilia, sorella di Menzel, dormiente – Olio su carta (verso il 1848) – Hamburger Kunsthalle
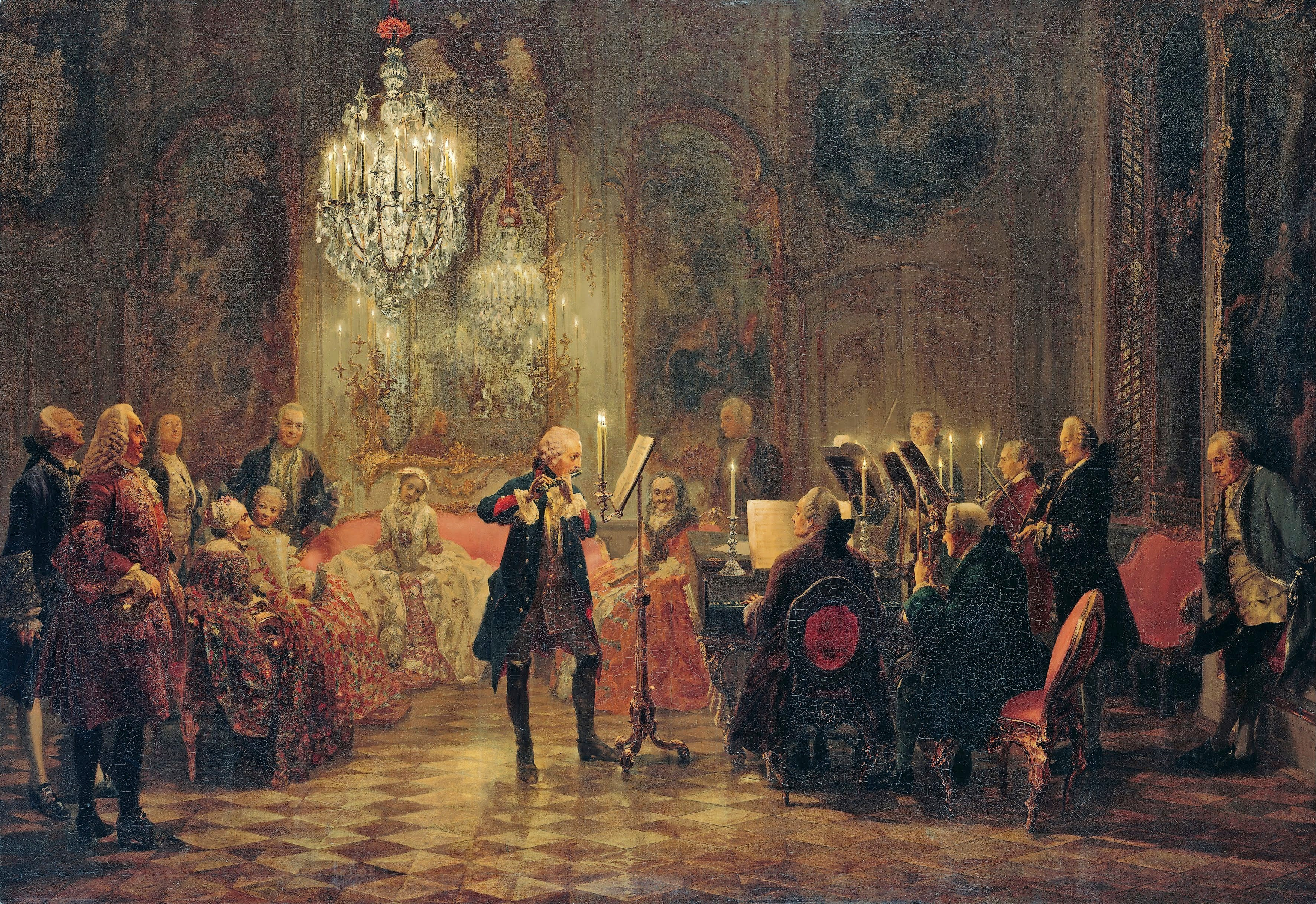
Concerto per flauto di Federico il Grande a Sanssouci (1850 – 1852) – Olio su tela – Alte Nationalgalerie
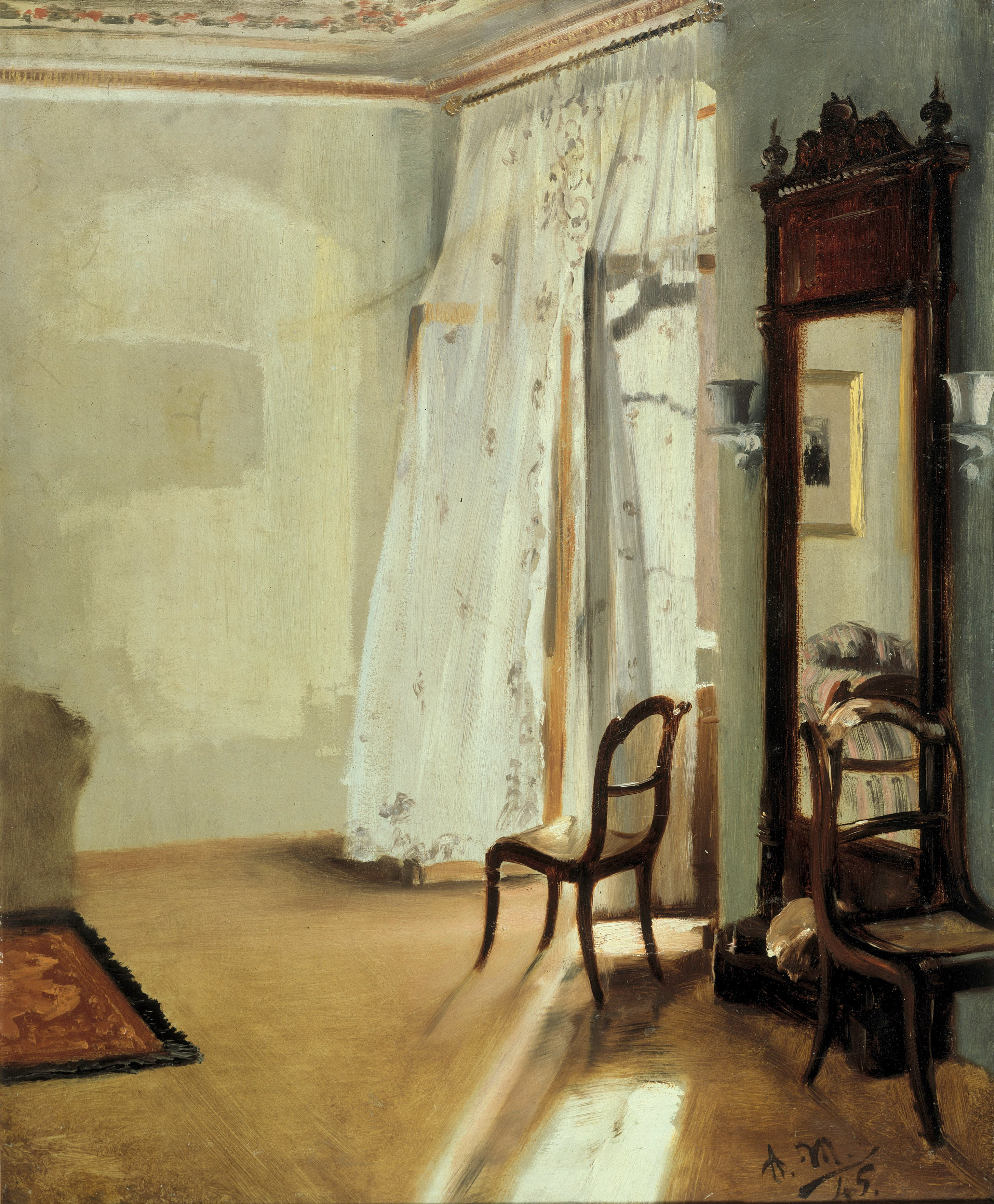
La stanza del balcone (1845) – Alte Nationalgalerie
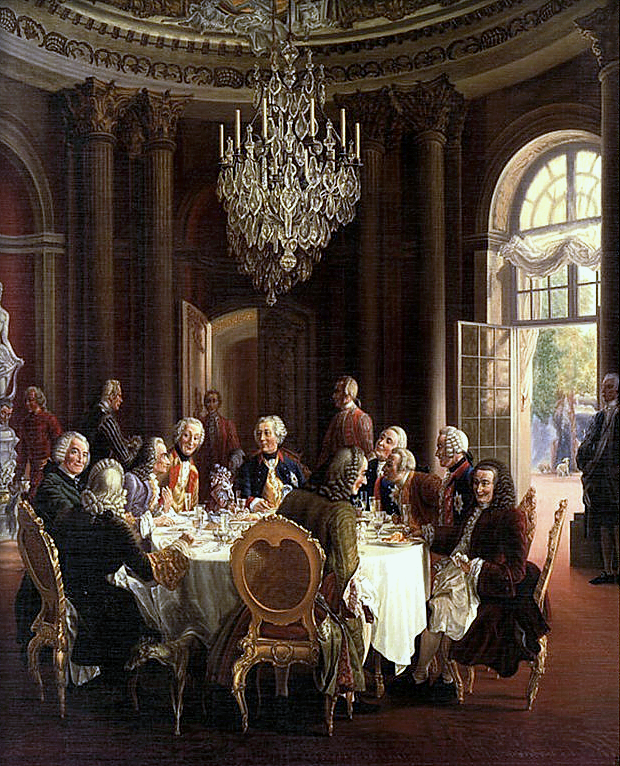
Tavola rotonda con Federico II - Terzo da sinistra, vestito di rosso, Voltaire; vicino a lui in uniforme rossa Christoph Ludwig von Stille, quindi il re. Gli altri ospiti sono: Giacomo Casanova, Jean-Baptiste Boyer d'Argens, La Mettrie, i Keiths (James Francis Edward Keith & George Keith), Friedrich Rudolf von Rothenburg, e Francesco Algarotti
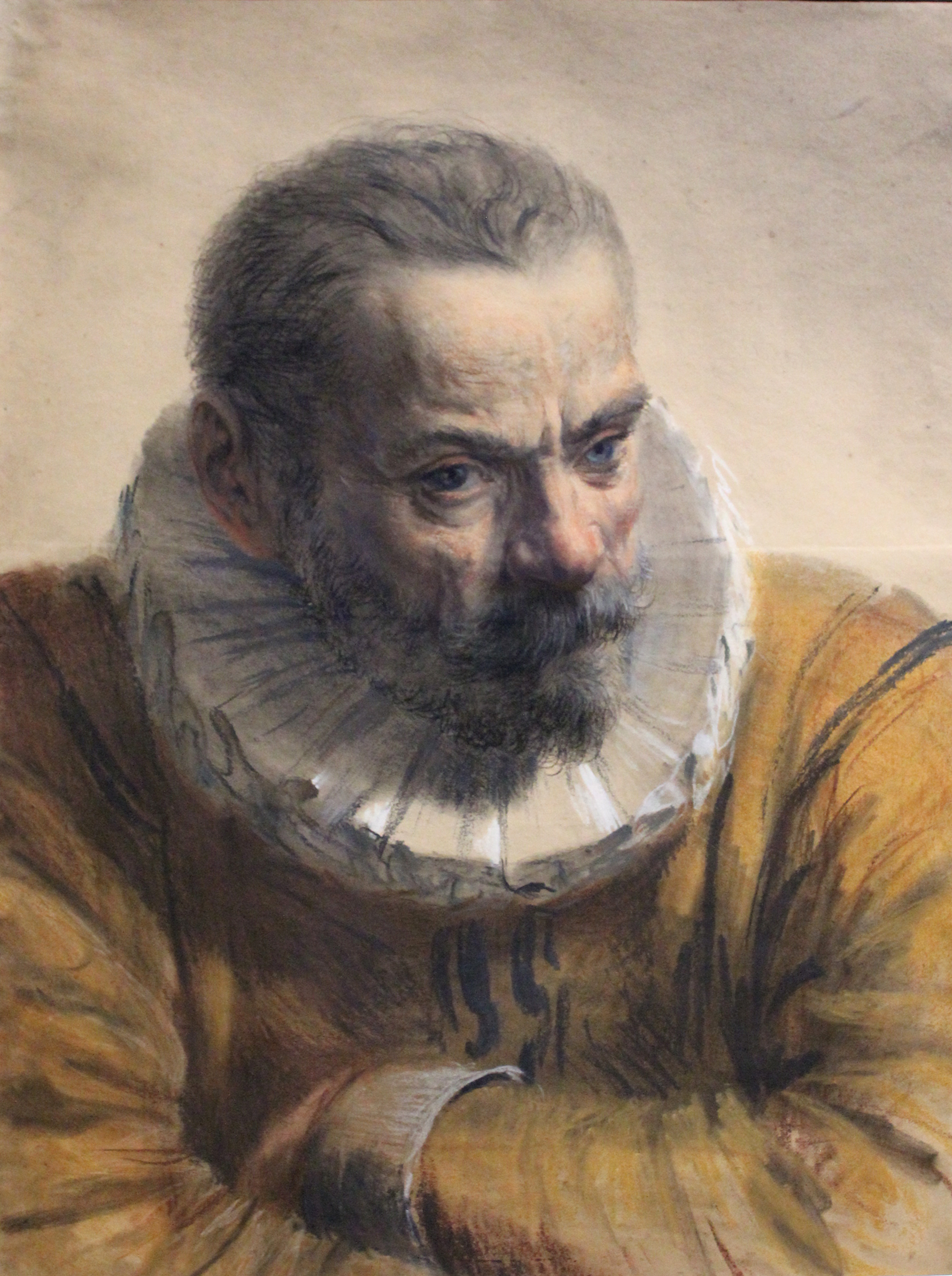
Un uomo in abito rinascimentale o Studio di un uomo con gorgiera (1850 circa) - pastello su carta marrone - Museo nazionale di Varsavia